# Йердет (станция метро)
"Йердет (швед. Gärdet) — станция Стокгольмского метрополитена. Расположена на Красной линии между станциями «Карлаплан» и «Ропстен», на расстоянии 4,4 км от центральной станции Красной линии. Обслуживается маршрутом T13.
Станция Йердет является подземной, имеет две платформы и залегает на глубине 31 метр под улицей Фюрюсундсгатан, и на глубине 22 метра под улицей Риндогатан. Станция открыта 2 сентября 1967 года и названа по имени района Йердесхойден (неформально именуемого Йердет — «Изгородь»), в котором располагается. Среднесуточный пассажиропоток составляет около 9000 пассажиров в день. Неподалёку находится пассажирский порт, обслуживающий круизные лайнеры и регулярные паромы. Художественное оформление станции принадлежит Карлу Акселю Першону.

## Галерея

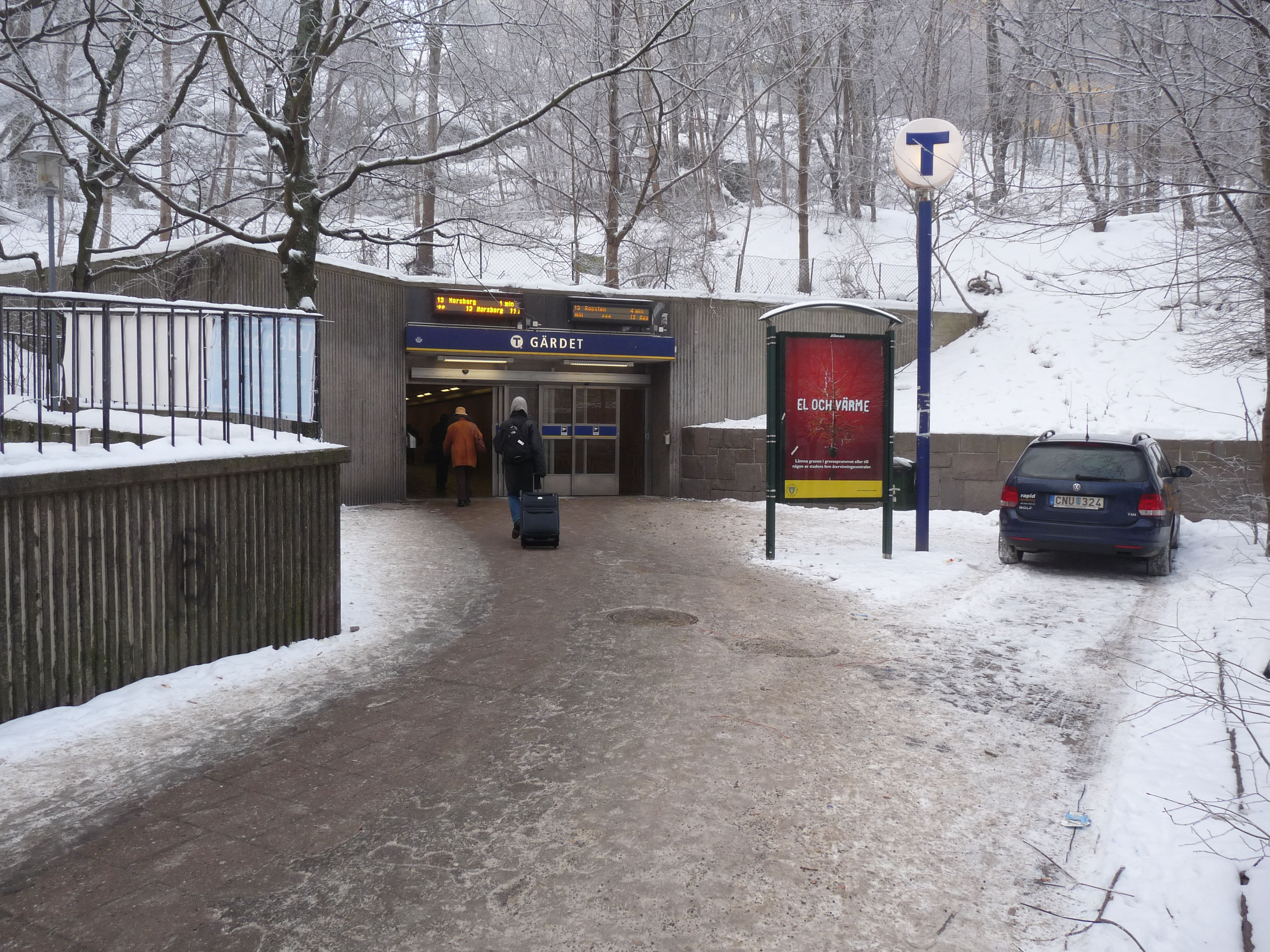
Вход в восточный вестибюль со стороны проезда Вэртавэген, январь 2010.
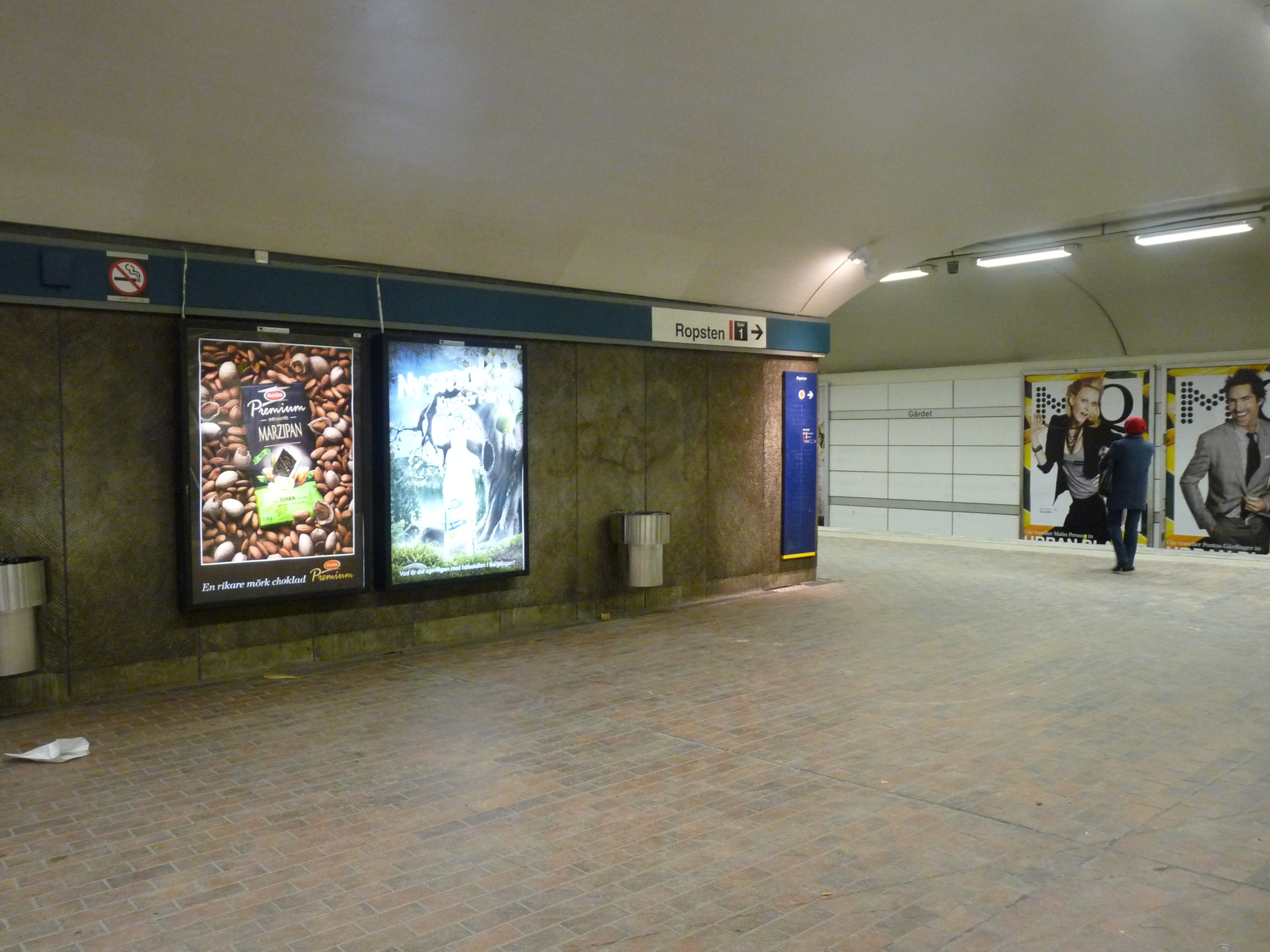
Станция, март 2010.
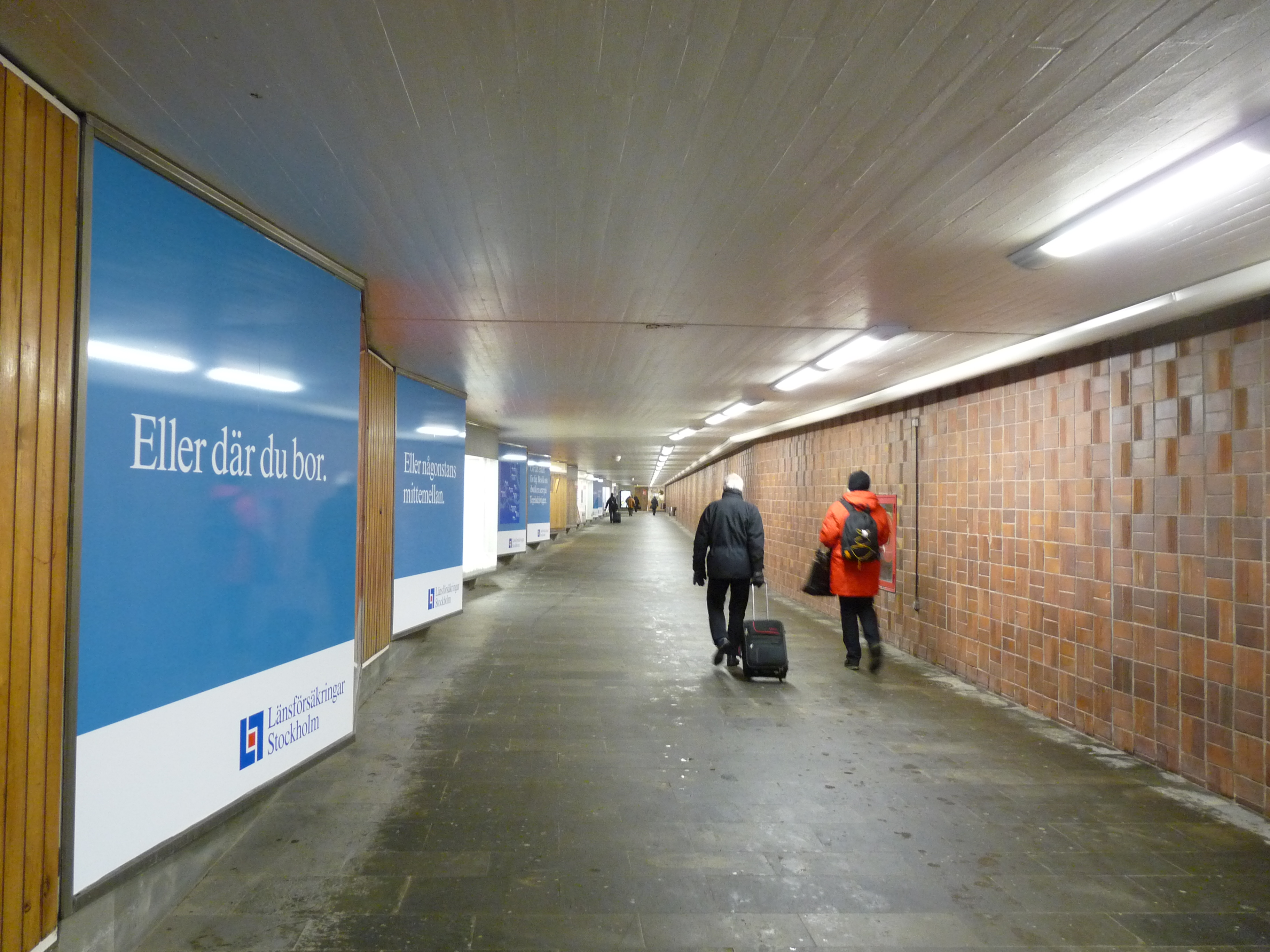
Тоннель, ведущий к выходу на проезд Вэртавэген из северного вестибюля, январь 2010.
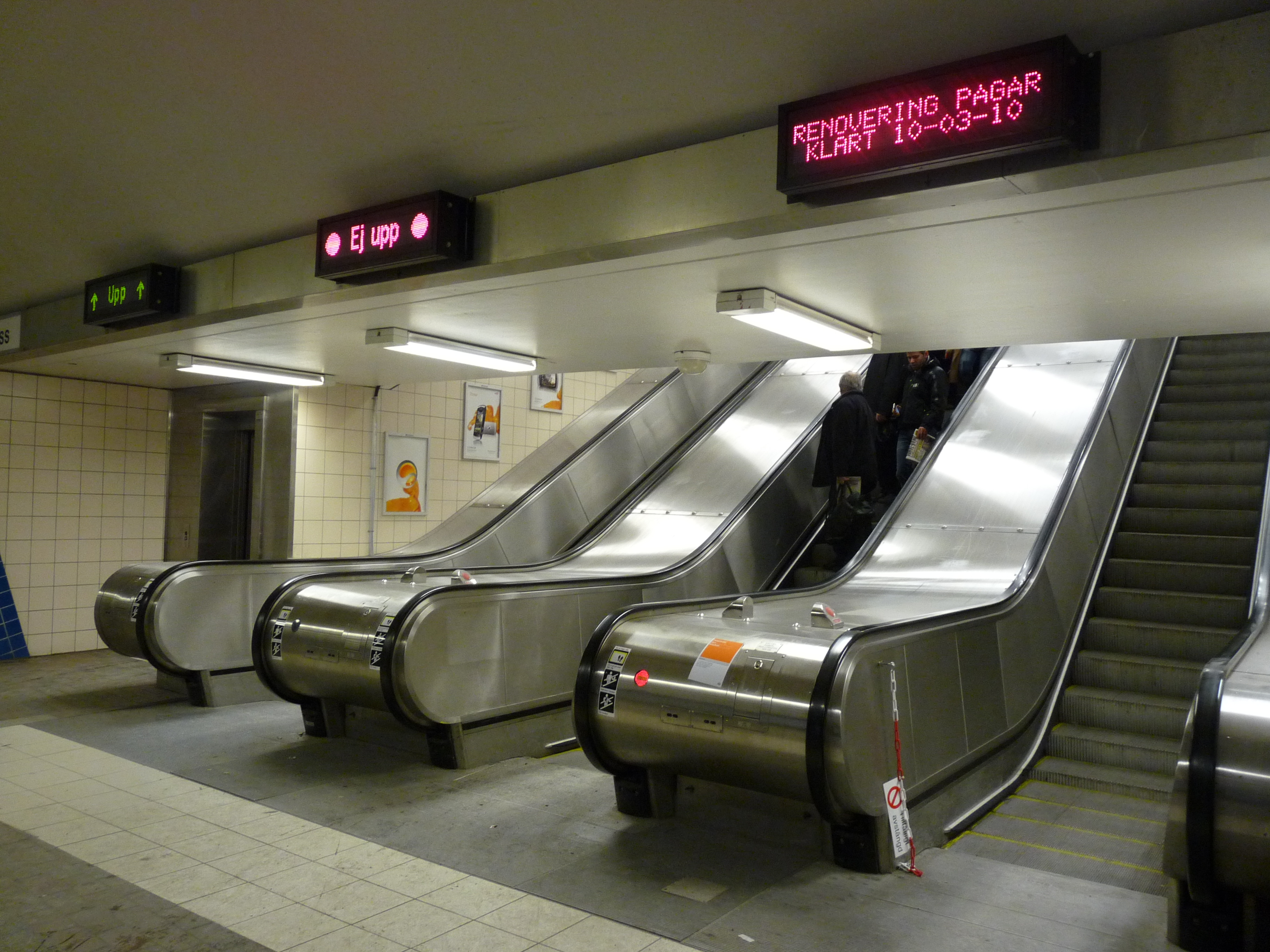
Эскалаторы на станции, март 2010.